# 达文达
达文达（羅馬化：Davenda）是俄罗斯外贝加尔边疆区的市级镇，属莫戈恰区，位于同名河流河畔，在区行政中心莫戈恰西南、边疆区首府赤塔东北方。
该地2021年人口有692人；2010年人口812；2002年人口1,022；1989年人口2,020。